# Eysturoy
Eysturoy (Deens: Østerø) is het op een na grootste eiland van de Faeröer, zowel naar grootte (286,3 km²) als naar bevolking (10.586).
Op het zeer bergachtige eiland ligt de Slættaratindur, het hoogste punt van de Faeröer. De belangrijkste plaatsen op het eiland zijn Fuglafjørður, Runavík, Gjógv en Nes.
Eysturoy wordt door een nauwe zeestraat gescheiden van Streymoy, het grootste eiland van de archipel. Een brug over deze straat verbindt de beide eilanden. Deze brug wordt schertsend de enige brug over de Atlantische Oceaan genoemd, hoewel de bewoners van het Schotse eiland Seil hetzelfde beweren. Vanuit het relatief dichtbevolkte zuiden van Eysturoy is Tórshavn op Streymoy per veerboot sneller te bereiken dan via deze brug.
Een tweede verbinding tussen Streymoy en Eysturoy is de 11 kilometer lange Eysturoyartunnel. Deze toltunnel verkort de reistijd tussen het zuiden van Eysturoy en de hoofdstad aanzienlijk.

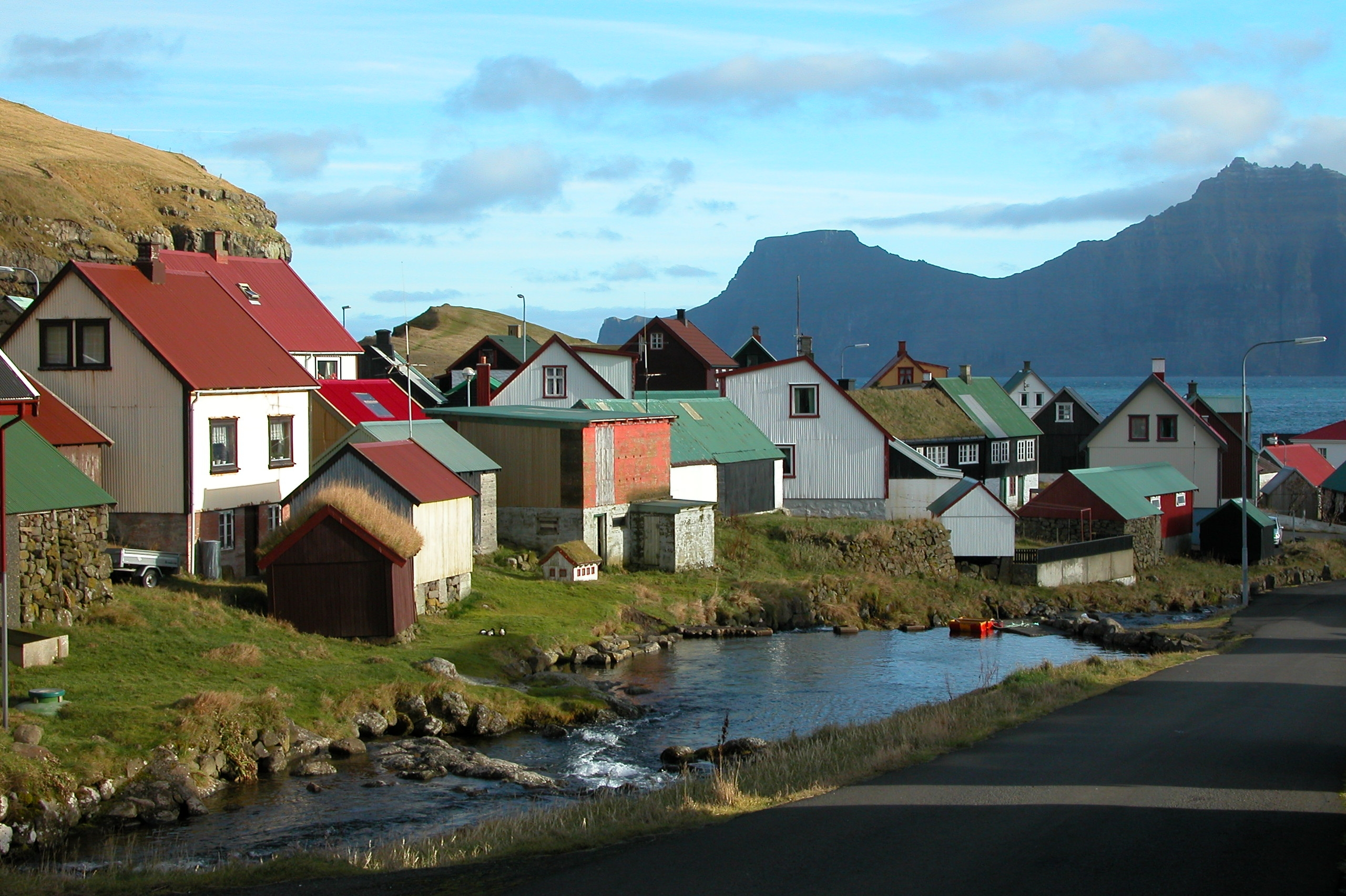
Gjógv

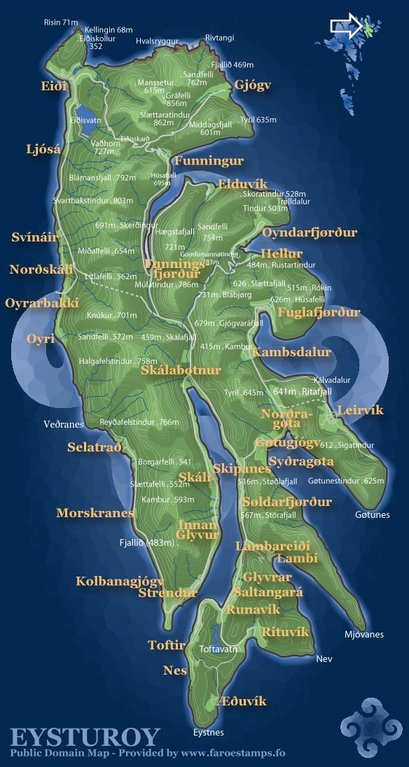
Kaart van het eiland

Borðoy · Eysturoy · Fugloy · Hestur · Kalsoy · Koltur · Kunoy · Lítla Dímun · Mykines · Nólsoy · Sandoy · Skúvoy · Stóra Dímun · Streymoy · Suðuroy · Svínoy · Vágar · Viðoy